# Mauro Ravnić
Mauro Ravnić (ur. 29 listopada 1959 w Rijece) – chorwacki piłkarz występujący na pozycji bramkarza. Reprezentant Jugosławii.

## Kariera klubowa
Ravnić karierę rozpoczynał w 1977 roku w pierwszoligowym zespole HNK Rijeka. W sezonach 1977/1978 oraz 1978/1979 zdobył z nim Puchar Jugosławii. Graczem Rijeki był przez 11 sezonów.
W 1988 roku Ravnić przeszedł do hiszpańskiego Realu Valladolid. W Primera División zadebiutował 4 września 1988 w wygranym 3:0 meczu z Elche CF. W sezonie 1988/1989 wraz z Realem dotarł do finału Pucharu Króla, przegranego jednak z Realem Madryt. Przez cztery sezony w barwach Valladolid rozegrał 96 spotkań.
W 1992 roku Ravnić odszedł do drużyny UE Lleida. W sezonie 1992/1993 awansował z nią z Segunda División do Primera División, a także otrzymał nagrodę Trofeo Zamora dla najlepszego bramkarza Segunda División. W 1994 roku zakończył karierę.

## Kariera reprezentacyjna
W reprezentacji Jugosławii Ravnić zadebiutował 29 października 1986 w wygranym 4:0 meczu eliminacji Mistrzostw Europy 1988 z Turcją. W latach 1986–1987 w drużynie narodowej rozegrał 6 spotkań.